# Helmut Brömmelhaus
Helmut Brömmelhaus (* 23. Mai 1927 in Emsdetten; † 2. April 2010) war ein deutscher Politiker und Landtagsabgeordneter (CDU).

## Leben und Beruf
Nach dem Besuch der Volksschule war er bis 1956 Weber. Ab 1957 war er Sekretär bei der Gewerkschaft Textil-Bekleidung, deren Mitglied er seit 1945 war.
Der CDU gehörte Brömmelhaus seit 1947 an. Er war in zahlreichen Parteigremien tätig, so u. a. Kreisvorsitzender des CDU-Kreisverbandes Steinfurt.

## Abgeordneter
Vom 24. Juli 1966 bis zum 29. Mai 1985 war Brömmelhaus Mitglied des Landtags des Landes Nordrhein-Westfalen. Er wurde jeweils in den Wahlkreisen 083 Steinfurt I bzw. 096 Steinfurt II direkt gewählt.
Dem Rat der Stadt Rheine gehörte er von 1958 bis 1965, dem Kreistag des Kreises Steinfurt von 1965 bis 1969 an.